# Lệ Thủy
Lệ Thủy är ett administrativt område i den vietnamesiska provinsen Quang Binh. Totalt har området ett invånarantal på 140 804 (1998) och en area på 1420,52 km².